# Annulatin
Annulatin es un flavonol O-metilado que se encuentra en las raíces de Pteroxygonum giraldii.